# جبنة شيدر
جبنة الشيدر أو الشَّدَّر أو جبن تشدر هي جبنة صلبة القوام نسبياً، ذات لون أصفر شاحب يميل إلى البياض (أو أصفر برتقالي إن أضيفت له البهارات كالأناتو. ويكون الطعم حاداً أحياناً (حمضي). ويعود أصل هذا الجبن إلى قرية شيدر في مقاطعة سومرست، يتم إنتاج هذا النوع من الأجبان خارج المنطقة وفي العديد من دول العالم.
الشيدر هي نوع الجبن الأكثر شعبية في المملكة المتحدة، وتمثّل حوالي 51% من سوق الجبن السنوي في البلاد والبالغ 1.9 بليون جنيه استرليني وهو أيضاً ثاني أكثر أنواع الجبن شعبية في الولايات المتحدة الأمريكية بعد موتزاريلا، ويبلغ متوسط الاستهلاك السنوي حوالي 10 رطل (4.5 كـغ) للشخص.
بلغ إنتاج الولايات المتحدة من الشيدر حوالي 1,443,470 طن عام 2010، أما إنتاج بريطانيا فكان حوالي 262,000 طن عام 2008. مصطلح "جبنة شيدر" مستخدم على نطاق واسع، لكن ليس له تسمية منشأ محمية داخل الاتحاد الأوروبي. ومع ذلك فالشيدر المُنتَج من الحليب المحلي في أربع مقاطعلات في جنوبي غربي إنجلترا قد يستعمل الاسم "شيدر بيت مزرعة. جبن شيدر المصنّع في جزر أوركني مسجل مؤشر جغرافي محمي تحت مسمى "شيدر جزيرة أوركني الاسكتلندية".

## لمحة تاريخية
يصنع هذا النوع من الجبن في قرية شيدر في مقاطعة سومرست في جنوب غرب إنجلترا وعلى بعد 48 كيلومتر من كاتدرائية ويلز حيث يحتوي مضيق شيدر الموجود على حافة القرية على عدد من الكهوف التي وفرت درجة حرارة ثابتة ورطوبة مثالية لإنضاج الجبن. يعود أقدم نص مكتوب معروف لنا حتى الآن ذكر فيه جبن الشيدر إلى القرن الثاني عشر على الأرجح، فقد عُثر على وثائق ترجع إلى عهد الملك هنري الثاني في عام 1170 وتوثق عملية شراء كمية من جبن الشيدر بلغت 10.240 رطلاً (4640 كجم) بمبلغ 10.13 جنيهًا إسترلينيًا. كما أن تشارلز الأول الذي عاش ما بين عامي 1600-1649 كان قد اشترى هذا الجبن من القرية. ترجح بعض المصادر التاريخية أن الرومان كانوا هم أول من جلب وصفات صنع جبن الشيدر إلى بريطانيا من منطقة كانتال في فرنسا.
لقب صانع الألبان البريطاني جوزيف هاردينغ في القرن التاسع عشر بالأب الروحي لجبن الشيدر، حيث روج لنظافة منتجات الألبان، وقدم معدات جديدة للاستخدام في عملية صناعة الجبن مثل الكسارة الدوارة التي استخدمت لتقطيع الخثارة مما يوفر الكثير من الجهد اليدوي على العاملين، كما طور أول نظام حديث لإنتاج جبن الشيدر مبني على أسس علمية. أدخل جوزيف هاردينغ صناعة جبن الشيدر إلى اسكتلندا وأمريكا الشمالية، ثم دخل أبناؤه صناعة جبن الشيدر إلى أستراليا ونيوزيلندا.
استخدمت الألبان في بريطانيا خلال الحرب العالمية الثانية لصنع نوع واحد فقط من الجبن الذي أطلق عليه «جبن شيدر الحكومة» كجزء من اقتصاديات الحرب. أدى هذا إلى القضاء على جميع منتجات الجبن الأخرى هناك. كان هناك ما يزيد عن 3500 من منتجي الجبن في بريطانيا قبل الحرب العالمية الأولى، ثم انخفض عددهم إلى أقل من 100 بعد الحرب العالمية الثانية.
يعتبر جبن الشيدر بحسب الباحثين في وزارة الزراعة الأمريكية هو أكثر أنواع الجبن شيوعًا في العالم، وأكثر أنواع الجبن التي تمت دراستها في المنشورات العلمية.

## التصنيع والإنتاج

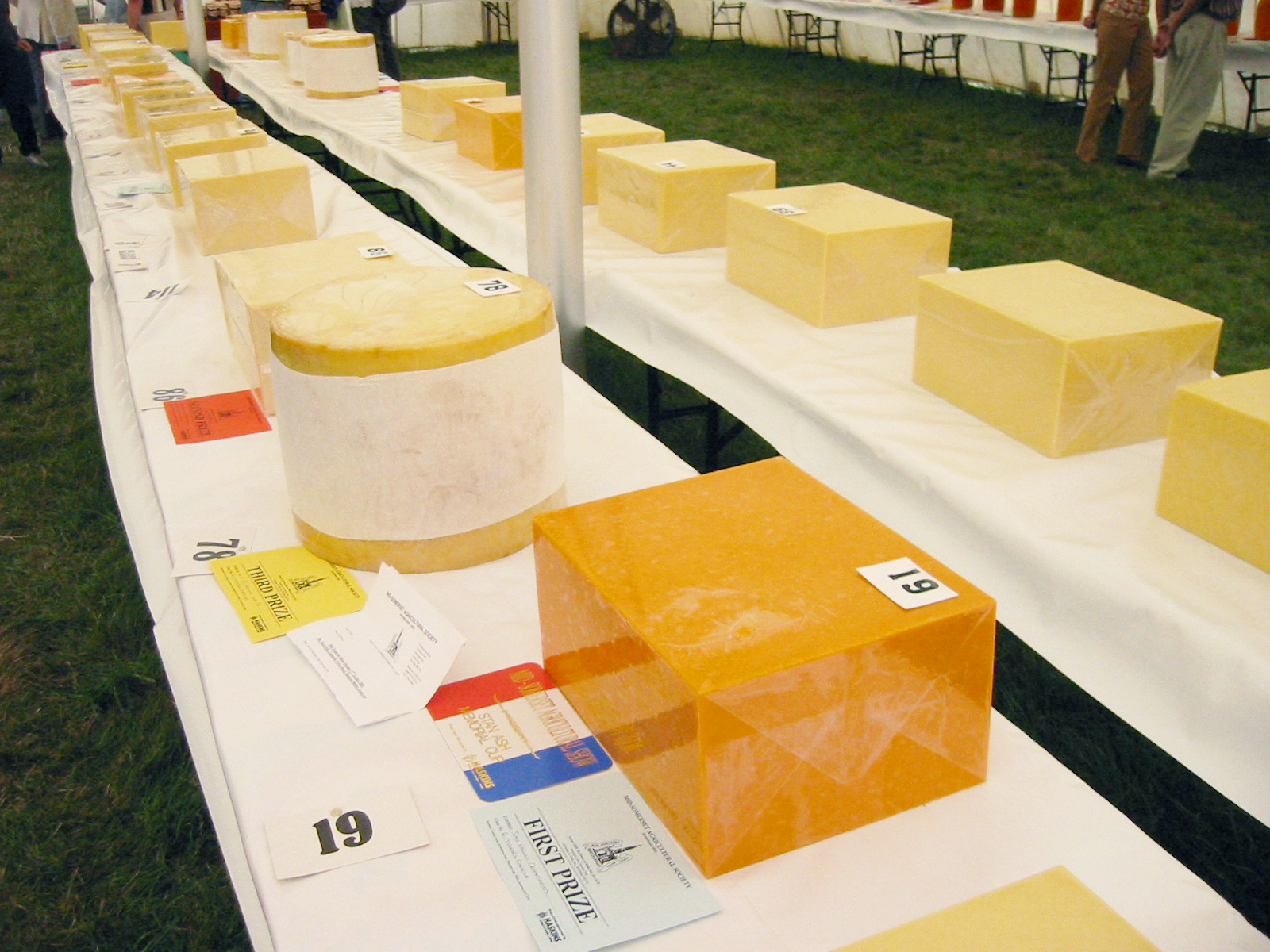
جبن شيدر معروض في مقاطعة سومرست الإنجليزية

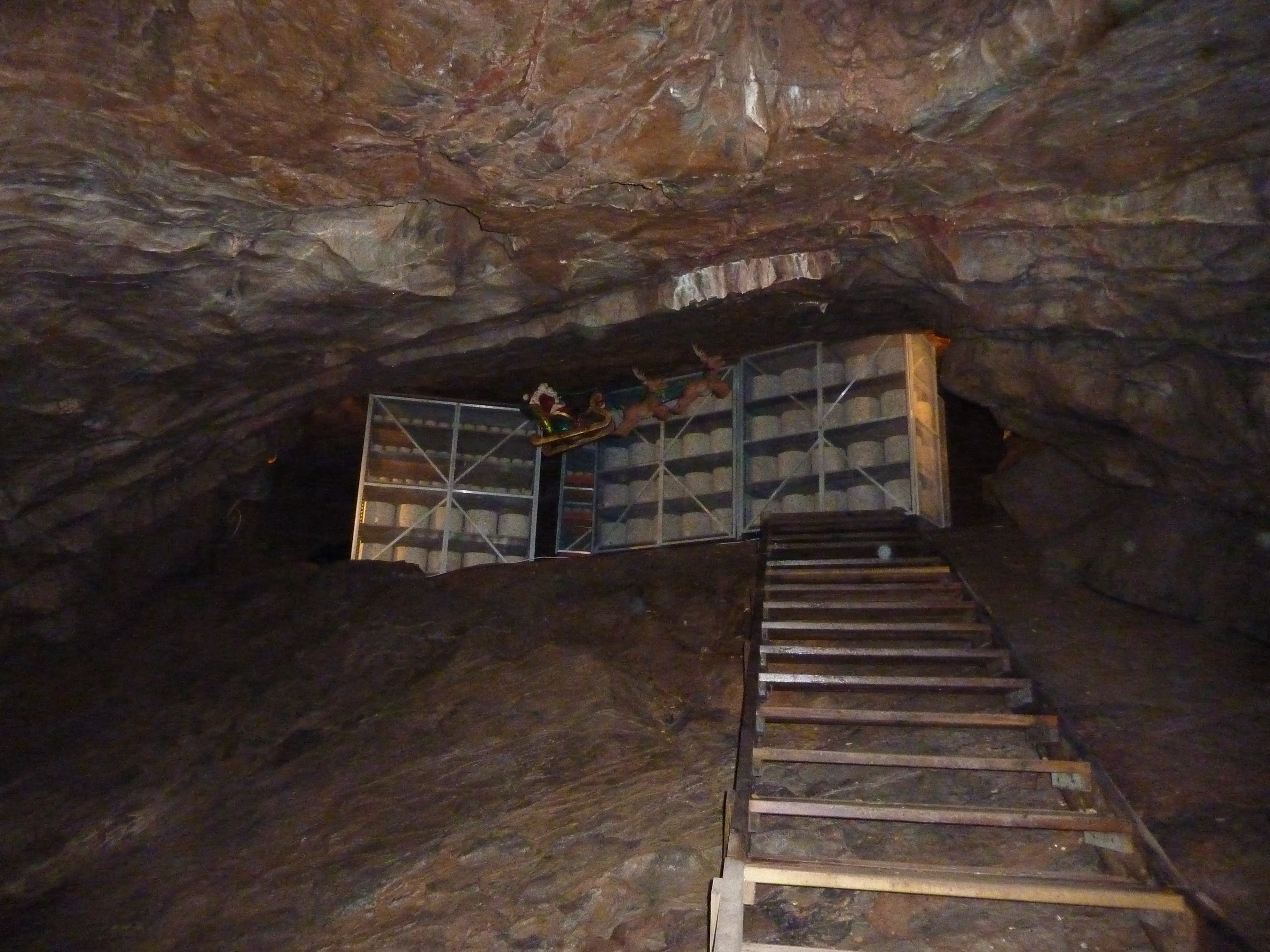
جبن الشيدر أثناء إنضاجه في كهوف قرية شيدر الإنجليزية

تفصل الخثارة ومصل اللبن من الجبن باستخدام المنفحة، وهي مركب إنزيمي ينتج عادة من معدة العجول حديثي الولادة، ثم تعجن الخثارة بالملح بعد تسخينها، وتقطيعها إلى مكعبات لتصريف مصل اللبن، ثم تكدس وتقلب، ويجب أن تعتق لمدة 15 شهرًا أو أكثر في درجة حرارة ثابتة، وعادةً ما يتطلب ذلك مرافق خاصة. يتم تعتيق بعض أنواع جبن الشيدر في الكهوف التي توفر بيئة مثالية لإنضاج الجبن.
يميل جبن الشيدر المصنوع بالطريقة الكلاسيكية إلى أن يكون ذو نكهة حادة لاذعة، وغالبًا ما تكون ترابية قليلاً. ترتبط حدة مذاق جبن الشيدر بمستويات الببتيدات المرة في الجبن. كانت هذه المرارة سمة مهمة لتمييز نكهة جبن الشيدر القديمة. يكون ملمس جبن الشيدر متماسك مع وجود بعض الأنواع ذات ملمس متفتت بعض الشيء. تحتوي جبن الشيدر الناضجة على بلورات جبن كبيرة تتكون من لاكتات الكالسيوم التي غالبًا ما تترسب عندما تعتق لفترات أطول من ستة أشهر.
يتميز جبن الشيدر بلون أصفر باهت أو أبيض فاتح، ويكون لونها أصفر برتقالي عند إضافة بعض المستخلصات النباتية مثل عصير البنجر. يعتبر الأناتو المستخرج من بذور شجرة أشيوت الاستوائية أحد التوابل شائعة الاستخدام في تحضير جبن الشيدر، والذي كان يضاف في الأصل لمحاكاة لون الحليب عالي الجودة من أبقار جيرسي وجيرنسي التي تتغذى على العشب، وقد يضفي أيضًا نكهة حلوة وجوزية إلى الجبن.
يصنع جبن الشيدر أيضًا في أستراليا والأرجنتين وبلجيكا وكندا وألمانيا وأيرلندا وهولندا ونيوزيلندا وجنوب إفريقيا والسويد وفنلندا والولايات المتحدة الأمريكية. تعد شركة كرافت هي أكبر منتج لجبن الشيدر في الولايات المتحدة الأمريكية.

## أرقام
قدم الرئيس الأمريكي أندرو جاكسون لضيوفه في أثناء حفل أقامه ذات مرة في البيت الأبيض 1400 رطلًا (640 كجم) من جبن الشيدر.
أنتجت في مدينة إنجرسول في مقاطعة أونتاريو الكندية في عام 1866 جبن شيدر وزنت 7000 رطلًا (3200 كجم)، وعرضت في نيويورك وبريطانيا. وقد كتب الشاعر الكندي جيمس ماكنتاير عنها قصيدة أسماها قصيدة عن جبنة الماموث التي تزن أكثر من 7000 رطلًا.
كان أكبر جبن شيدر في العالم هو الذي صنعه أعضاء ولاية أوريغون في اتحاد صانعي الجبن الأمريكيين في عام 1989 حيث كان يزن 56850 رطلًا (25790 كجم).